# 1129
| Calendário gregoriano                                                        | 1129 MCXXIX                                          |
| Ab urbe condita                                                              | 1882                                                 |
| Calendário arménio                                                           | 578 – 579                                            |
| Calendário bahá'í                                                            | -715 – -714                                          |
| Calendário budista                                                           | 1673                                                 |
| Calendário chinês                                                            | 3825 – 3826 Início a 23 de janeiro (aproximadamente) |
| Calendário copta                                                             | 845 – 846                                            |
| Calendário etíope                                                            | 1121 – 1122                                          |
| Calendários hindus - Vikram Samvat - Calendário nacional indiano - Cáli Iuga | 1184 – 1185 1050 – 1051 4229 – 4230                  |
| Calendário Holoceno                                                          | 11129                                                |
| Calendário islâmico                                                          | 523 – 524                                            |
| Calendário judaico                                                           | 4889 – 4890                                          |
| Calendário persa                                                             | 507 – 508                                            |
| Calendário rúnico                                                            | 1379                                                 |
| Calendário solar tailandês                                                   | 1672                                                 |

1129 (MCXXIX, na numeração romana) foi um ano comum do século XII do Calendário Juliano, da Era de Cristo, e a sua letra dominical foi F (52 semanas), teve início a uma terça-feira e terminou também a uma terça-feira.
No território que viria a ser o reino de Portugal estava em vigor a Era de César que já contava 1167 anos.
| Ano completo                       |
| ---------------------------------- |
| Ano comum com início à terça-feira |

## Eventos
- Entrega, por D. Afonso Henriques aos Templários, do Castelo de Soure, que defendia a cidade de Coimbra das invasões sarracenas vindas do sul.
- Godofredo V Plantageneta torna-se conde de Anjou, sucedendo ao pai Fulque V de Anjou, que acabara de se tornar rei de Jerusalém.

## Nascimentos
- Nicolau de Avesnes - Senhor de Avesnes e Conde, de Leuze e de Landrecies (m. 1171).
- Abu Alabás Assabti (Cide Bel Abás) - místico sufista marroquino natural de Ceuta, um dos "Sete Santos de Marraquexe"; m. 1204).

## Mortes
- 24 de Julho - Shirakawa, 72º imperador do Japão.
- Paio Guterres da Silva - Foi vigário do rei Afonso VI de Leão e Castela (n. 1170).
- Almo da Croácia duque da Croácia.